# Dorylus attenuatus
Dorylus attenuatus é uma espécie de formiga do gênero Dorylus.